# Desmousseaux
Pour les articles homonymes, voir Desmousseaux (homonymie).
Félicité-Auguste Saillot, dit Desmousseaux, est un acteur français né le 28 décembre 1785 à Dormans et mort le 10 août 1854 à Passy,.

## Biographie
Il épouse Françoise-Joséphine Anselme Baptiste (fille du comédien Nicolas Anselme dit Baptiste aîné), elle aussi sociétaire de la Comédie-Française sous le nom de Madame Desmousseaux.
Leur fille, Félicité (1825-1918), épouse le compositeur César Franck en 1848.

## Théâtre

### Carrière à laComédie-Française
Entrée  en 1812
Nommé 232e sociétaire en 1818
Départ en 1840
- 1812 : Tancrède de Voltaire
- 1812 : Andromaque de Jean Racine : Pyrrhus
- 1813 : Ninus II de Charles Briffaut : Aribase
- 1813 : Iphigénie de Jean Racine : Eurybate
- 1813 : Le Mariage de Figaro de Beaumarchais : Pédrille
- 1813 : Mithridate de Jean Racine : Pharnace
- 1813 : Le Barbier de Séville de Beaumarchais : l'alcade
- 1813 : Athalie de Jean Racine : Asarias, puis Ismaël
- 1814 : La Rançon de Du Guesclin d'Antoine-Vincent Arnault : héraut aux armes d'Angleterre
- 1814 : Ulysse de Pierre-Antoine Lebrun : Antinoüs
- 1814 : Les États de Blois ou La Mort du duc de Guise de François Just Marie Raynouard : Loignac
- 1814 : Athalie de Jean Racine : Abner
- 1815 : Jeanne Gray de Charles Brifaut : Osval
- 1815 : Démétrius d'Étienne-Joseph-Bernard Delrieu : Héliodore
- 1816 : Esther de Jean Racine : Asaph
- 1816 : Charlemagne de Népomucène Lemercier : Alcuin
- 1816 : Andromaque de Jean Racine : Phoenix
- 1816 : Iphigénie de Jean Racine : Ulysse
- 1816 : L'Anniversaire ou Une journée de Philippe-Auguste de Rancé et Théaulon de Rambert : un officier
- 1816 : L'Artisan politique de Théodore-Henri Barrau : un valet de ville
- 1817 : Germanicus d'Antoine-Vincent Arnault : Séjan
- 1817 : Phèdre de Jean Racine : Thésée
- 1817 : Phocion de Jacques-Corentin Royou : Agninide
- 1817 : Iphigénie de Jean Racine : Agamemnon
- 1818 : Esther de Jean Racine : Mardochée
- 1818 : Britannicus de Jean Racine : Burrhus
- 1819 : Hécube et Polyxène de Pierre-François-Xavier Bourguignon d'Herbigny : Agamemnon
- 1819 : Le Mariage de Figaro de Beaumarchais : Doublemain
- 1819 : Jeanne d'Arc à Rouen de Charles-Joseph Robillard d'Avrigny : Bedford
- 1819 : Louis IX de Jacques-François Ancelot : Raymond
- 1820 : Marie Stuart d'après Friedrich von Schiller : Burleigh
- 1820 : Jean de Bourgogne de Guilleau de Formont : Saint-Paul
- 1820 : Esther de Jean Racine : Aman
- 1820 : Clovis de Jean-Pons-Guillaume Viennet : Césaire
- 1820 : Athalie de Jean Racine : Mathan
- 1821 : Tartuffe de Molière : l'exempt
- 1821 : Zénobie de Jacques-Corentin Royou : Aurélien
- 1821 : Jeanne d'Albret ou le Berceau d'Henri IV de Théaulon de Lambert, Carmouche et Edmond Rochefort : un vieillard
- 1821 : Faliero d'Étienne Gosse : Rivaldo
- 1821 : Falkland ou la Conscience de Jean-Louis Laya : Blowmer
- 1822 : Le Ménage de Molière de Justin Gensoul et J. A. N. Naudet : Baron
- 1822 : Regulus de Lucien Arnault : Amilcar
- 1822 : Tartuffe de Molière : Cléante
- 1822 : Clytemnestre d'Alexandre Soumet : Égiste
- 1823 : L'Homme aux scrupules de Richard Faber : Dorante
- 1823 : Le Maire du palais de Jacques-François Ancelot : Thierry
- 1823 : Le Laboureur de Théaulon de Lambert, Achille Dartois et Rancé : le comte d'Epréval
- 1823 : Pierre de Portugal de Lucien Arnault : Alphonse
- 1824 : Richard III et Jeanne Shore de Népomucène Lemercier : le duc de Buckingham
- 1824 : Le Méchant malgré lui de Théophile Dumersan : Doligny
- 1824 : Bothwell d'Adolphe Simonis Empis : Murray
- 1824 : Eudore et Cymodocée de Gary : Cyrille
- 1824 : La Saint-Louis à Sainte-Pélagie de Jean-Baptiste-Pierre Lafitte : Mombreuse
- 1824 : Une journée de Charles V de Nicolas-Paul Duport : Thévenay
- 1825 : Le Cid d'Andalousie de Pierre-Antoine Lebrun : Bustor Tabéra
- 1825 : Judith de Hyacinthe Decomberousse : Mérani
- 1825 : La Clémence de David de Drap-Arnaud : Thamar
- 1825 : Bélisaire d'Étienne de Jouy : Justinien
- 1825 : Sigismond de Bourgogne de Jean-Pons-Guillaume Viennet : Avitus
- 1825 : Lord Davenant de Jean-Baptiste Vial, Justin Gensoul et Jean-Baptiste Milcant : Dormer
- 1825 : Léonidas de Michel Pichat : Xerxès
- 1826 : L'Amitié des deux âges de Henri Monier de La Sizeranne : Dufresne
- 1826 : Charles VI d'Alexandre-Jean-Joseph de La Ville de Mirmont : Pierre de Craon
- 1826 : L'Intrigue et l'amour d'Alexandre-Jean-Joseph de La Ville de Mirmont d'après Friedrich von Schiller : Miller
- 1826 : L'Argent de Casimir Bonjour : Belleville
- 1826 : Rosemonde de François Paul Émile Boisnormand de Bonnechose : Clifford
- 1827 : Louis XI à Péronne de Jean-Marie Mély-Janin : Charles
- 1827 : Julien dans les Gaules d'Étienne de Jouy : Helvidius
- 1827 : Lambert Simnel ou le Mannequin politique de Louis-Benoît Picard et Adolphe Simonis Empis : Tirrel
- 1827 : Virginie d'Alexandre Guiraud : Plancus
- 1827 : Emilia d'Alexandre Soumet : Robsard
- 1827 : L'Ami de tout le monde d'Alexandrine-Sophie de Bawr : Mme Durosnais
- 1828 : Molière de François Dercy : Bréval
- 1828 : Le Dernier jour de Tibère de Lucien Arnault : Chariclès
- 1828 : Élisabeth de France d'Alexandre Soumet : Alvarès
- 1828 : L'École de la jeunesse ou le Sage de vingt ans de Victor Draparnaud : Gémonval
- 1828 : Olga ou l'Orpheline moscovite de Jacques-François Ancelot : Belski
- 1828 : Walstein de Pierre-Chaumont Liadières : Butler
- 1828 : Les Intrigues de cour d'Étienne de Jouy : Auréliano
- 1829 : Isabelle de Bavière d'Étienne-Léon de Lamothe-Langon : Jean sans  Peur
- 1829 : Pertinax ou les Prétoriens d'Antoine-Vincent Arnault : Pertinax
- 1829 : Christine de Suède de Louis Brault : Lebel
- 1829 : Le Majorat de Hippolyte Courneul : M. Frémont
- 1829 : Othello ou le Maure de Venise d'Alfred de Vigny d'après William Shakespeare : Brabantio
- 1830 : Clovis de Louis-Népomucène Lemercier : Sigebert
- 1830 : Gustave Adolphe ou la Bataille de Lutzen de Lucien Arnault : Lauenbourg
- 1830 : Françoise de Rimini de Gustave Drouineau : le Dante
- 1830 : L'Envieux de Hyacinthe Dorvo : Gernance
- 1830 : Lucius Junius Brutus de François Andrieux : Menenius
- 1831 : Les Intrigants ou la Congrégation d'Alexandre-Jean-Joseph de La Ville de Mirmont : de Verneuil
- 1831 : Camille Desmoulins de Henri-Louis Blanchard et Julien de Mallian : abbé Bérardier
- 1831 : La Crainte de l'opinion d'Émile Barrault : Dussy
- 1831 : La Famille de Lusigny de Frédéric Soulié et Adolphe Bossange : le duc
- 1831 : La Prédiction de Pierre-François Beauvallet : Raymond
- 1832 : Louis XI de Casimir Delavigne : François de Paule
- 1832 : Clotilde de Frédéric Soulié et Adolphe Bossange : Lespinoy
- 1833 : Guido Reni ou les Artistes d'Antony Béraud : Torella
- 1833 : Caïus Gracchus ou le Sénat et le peuple de Louis-Armand-Théodore Dartois de Bournonville : Opimius
- 1833 : La Conspiration de Cellamare de Jean-Baptiste-Rose-Bonaventure Violet d'Épagny, Saint-Esteben et Jean Vatout : le Régent
- 1833 : Luxe et indigence ou le Ménage parisien Jean-Baptiste-Rose-Bonaventure Violet d'Épagny :  Clairville
- 1834 : Dernières scènes de la Fronde de Julien de Mallian : le président Molé
- 1834 : Charles IX de Joseph-Bernard Rosier : Coligny
- 1835 : Richelieu ou la Journée des dupes de Népomucène Lemercier : Marillac
- 1835 : Charlotte Brown d'Alexandrine-Sophie de Bawr : le duc régnant
- 1835 : Jacques II d'Émile-Louis Vanderburch : Guillaume Penn
- 1836 : Marino Faliero de Casimir Delavigne : Lioni
- 1836 : La Première affaire de Pierre-François Camus de Merville : Norval
- 1836 : Marie de Virginie Ancelot : Sérigny
- 1838 : Marion de Lorme de Victor Hugo : Nangis
- 1838 : L'Impromptu de Versailles de Molière : Béjart
- 1838 : Philippe III, roi de France d'Antoine Andraud : l'abbé
- 1838 : Richard Savage de Charles-Louis-François Desnoyer et Eugène Labat : Rivers
- 1839 : Le Misanthrope de Molière : Philinte
- 1839 : Un cas de conscience de Charles Lafont : Wolf
- 1840 : L'École du monde ou la Coquette sans le savoir d'Alexandre Walewski : M. de Cormon